# Wuliuense
| Era Eratema | Periodo Sistema | Época Serie                  | Edad Piso                    | Inicio, en millones de años |
| ----------- | --------------- | ---------------------------- | ---------------------------- | --------------------------- |
| Paleozoico  | Pérmico         | Pérmico                      | Pérmico                      | 298,9±0,15                  |
| Paleozoico  | Carbonífero     | Carbonífero                  | Carbonífero                  | 358,86±0,19                 |
| Paleozoico  | Devónico        | Devónico                     | Devónico                     | 419,62±1,36                 |
| Paleozoico  | Silúrico        | Silúrico                     | Silúrico                     | 443,1±0,9                   |
| Paleozoico  | Ordovícico      | Ordovícico                   | Ordovícico                   | 486,8 ±1,5                  |
| Paleozoico  | Cámbrico        | Furongiense Furongiano       | Piso/Edad 10                 | 491,0                       |
| Paleozoico  | Cámbrico        | Furongiense Furongiano       | Jiangshaniense Jiangshaniano | 494,2                       |
| Paleozoico  | Cámbrico        | Furongiense Furongiano       | Paibiense Paibiano           | ~497                        |
| Paleozoico  | Cámbrico        | Miaolingiense Miaolingiano   | Guzhangiense Guzhangiano     | ~500,5                      |
| Paleozoico  | Cámbrico        | Miaolingiense Miaolingiano   | Drumiense Drumiano           | ~504,5                      |
| Paleozoico  | Cámbrico        | Miaolingiense Miaolingiano   | Wuliuense Wuliuano           | ~506,5                      |
| Paleozoico  | Cámbrico        | Serie/Época 2                | Piso/Edad 4                  | 514,5                       |
| Paleozoico  | Cámbrico        | Serie/Época 2                | Piso/Edad 3                  | ~521                        |
| Paleozoico  | Cámbrico        | Terreneuviense Terreneuviano | Piso/Edad 2                  | ~529                        |
| Paleozoico  | Cámbrico        | Terreneuviense Terreneuviano | Fortuniense Fortuniano       | 538,8±0,6                   |

El Wuliuense o Wuliuano es el primer piso y edad del Miaolingiense (tercera  serie y época del Cámbrico) en la escala temporal geológica. Sucede al Piso/Edad 4 (último piso de la Serie/Época 2 del Cámbrico) y precede al Drumiense. Se inició hace unos 506,5 millones de años y terminó hace unos 504,5 millones de años.
El nombre Wuliuense procede de la colina Wuliu, cerca de la villa de Balang (condado de Jianhe, prefectura de Qiandongnan, provincia de Guizhou, China), próxima al estratotipo global de la base (GSSP).

## Sección estratotipo y punto de límite global (GSSP)

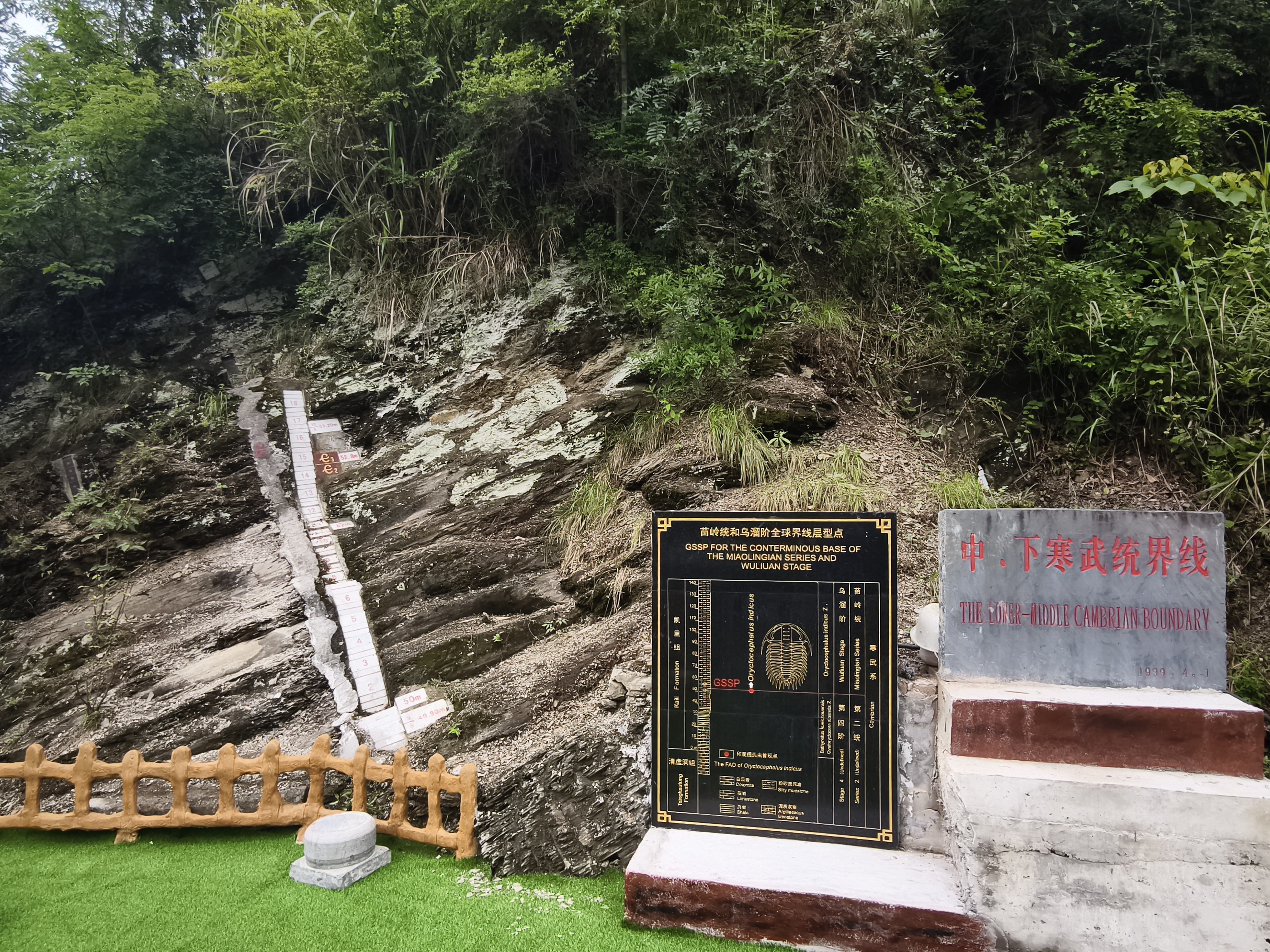
Estratotipo global de la base del Wuliuense (GSSP) en Balang (Guizhou, China)

La sección estratotipo y punto de límite global (GSSP) para la base del piso Wuliuense y de la serie Miaolingiense está situado en la sección Wuliu-Zengjiayan, un afloramiento natural cerca de la villa de Balang (condado de Jianhe, prefectura de Qiandongnan, provincia de Guizhou, China). Se caracteriza por la primera aparición del trilobites Oryctocephalus indicus. El piso, la serie y el GSSP fueron aprobados por la Comisión Internacional de Estratigrafía y ratificados posteriormente por la Unión Internacional de Ciencias Geológicas en 2018.
El techo del Wuliuense se define por el GSSP de la base del Drumiense, que se caracteriza por la primera aparición del trilobites agnóstido Ptychagnostus atavus.